# Casablanca (film)
Casablanca je americký film z roku 1942, jehož děj se odehrává za druhé světové války především v marockém městě Casablanca. Toto místo je součástí formálně svobodné Vichistické Francie, fakticky pod značným vlivem Třetí říše a je centrem uprchlíků snažících se dostat z okupované části Evropy do portugalského Lisabonu a odtud dále do Ameriky.
Film režíroval Michael Curtiz a hlavními hvězdami jsou Humphrey Bogart (Rick Blaine) a Ingrid Bergmanová (Ilsa Lund).
Film se stal okamžitě hitem a velmi oblíbený zůstává dodnes. Filmoví kritici chválí především herecký výkon Humpreyho Bogarta a Ingrid Bergmanové, „jiskření“ mezi touto dvojicí, napínavou režii, vtipný scénář a emocionální sílu díla jako celku. Z celkem osmi nominací na Oscara získal tři (za nejlepší film, režii a scénář).

## Děj
Film se odehrává za druhé světové války (1941). Francie byla poražena a částečně obsazena německou armádou, ne však francouzské Maroko, které patří k francouzské severní Africe spravované Vichistickým režimem. Mnoho lidí utíká do Casablancy a doufají, že odtud budou moci odjet do neutrálního Lisabonu, odkud by se mohli dostat do Ameriky. Většina uprchlíků se však z Casablancy nedostane. Zkorumpovaný francouzský policejní prefekt Louis Renault (Claude Rains), který spolupracuje s Němci, dává víza za úplatky. Ital Ugarte (Peter Lorre) zase víza prodává na černém trhu za vysoké sumy.
Ve městě má Američan Rick Blaine (Humphrey Bogart) noční bar, Rick's Café Américain, ve kterém se scházejí emigranti. Rick ve 30. letech pašoval zbraně pro Etiopii napadenou Itálií a bojoval ve španělské občanské válce na straně republikánů. Stal se z něho cynik bez iluzí.
Jednoho dne jsou zabiti dva němečtí důstojníci a jsou jim ukradena tranzitní víza, která měli u sebe. V Casablance začíná pátrání po pachateli, kterým je Ugarte. Jeho zatčení má proběhnout v Rickově baru. Do Casablancy přijede německý major Strasser (Conrad Veidt), aby byl přítomen zatčení. Ugarte stačí schovat tranzitní víza u Ricka, který je ukryje v klavíru svého pianisty Sama (Dooley Wilson). Večer je Ugarte v baru Renaultovými lidmi zatčen a zanedlouho zabit. Víza se však policistům objevit nepodaří.
Od Renaulta se Rick dozví, že do Casablancy míří známý a vlivný československý odbojář Viktor László (Paul Henreid). Podařilo se mu už vícekrát uniknout před nacisty a nyní se chce se svou partnerkou dostat do Ameriky, k čemuž potřebuje dvě tranzitní víza. László a jeho žena Ilsa Lund (Ingrid Bergman) přijdou do Rickova baru. Ilsa je Rickovou bývalou přítelkyní. Poznali se před rokem v Paříži a prožili vášnivý vztah. Ilsa pozná Sama a požádá ho, aby zahrál písničku As Time Goes By, jak ji hrával v Paříži. Rick uslyší písničku a pak si všimne Ilsy, která mu tenkrát zlomila srdce. V noci zůstane vzhůru, opíjí se a vzpomíná na čas v Paříži. Když Němci napadli Francii, chtěli s Ilsou společně z Paříže odjet, ale ona nepřišla na smluvené místo. Nechala mu jen vzkaz, že s ním nemůže odjet.

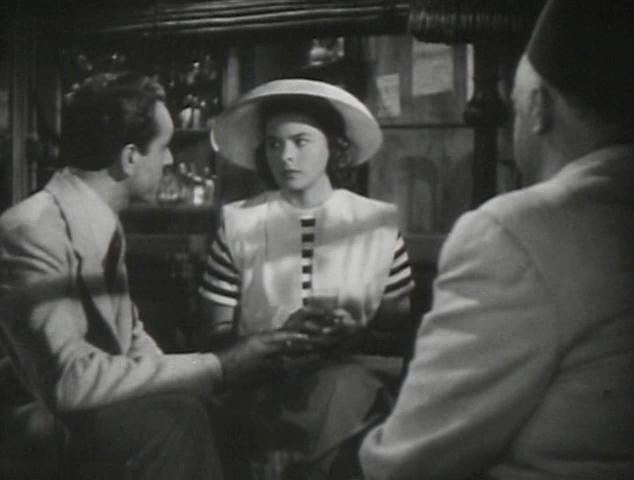
Paul Henreid a Ingrid Bergmanová

Ráno se László snaží v Casablance sehnat tranzitní víza. Ptá se Ferrariho (Sydney Greenstreet), který ve městě vlastní bar. Ferrari mu sdělí své podezření, že víza má Rick. Zkusí to večer i u Ricka a nabízí mu za ně v baru 200 000 franků. Rick se zdráhá pomoci svému sokovi. Jejich jednání je přerušeno zpěvem německé vlastenecké písně majorem Strasserem a jeho lidmi. László požádá muzikanty, aby zahráli Marseillaisu, francouzskou národní hymnu. Nejprve Lászlo zpívá sám, postupně se k němu přidávají hosté v baru. Poté major Strasser nařídí Renaultovi, aby nechal bar zavřít.
Rick víza nevydá ani Ilse, která je po něm požaduje s revolverem v ruce. Ilsa přizná Rickovi, že k němu stále něco cítí. Řekne Rickovi, že za Viktora byla provdaná už před rokem v Paříži, myslela si ale, že byl zabit nacisty. Když se dozvěděla, že žije, opustila Ricka a vrátila se ke svému muži.
Mezitím Renault zatkne Lászla za jeho účast na ilegální schůzi. Rick navrhne Renaultovi dohodu: Rick pomůže policii usvědčit Lászla z napomáhání vraždě kurýrů, když bude moci s Ilsou opustit zemi. Renault s návrhem souhlasí. K večeru dojde v Rickově baru k setkání Ricka s Ilsou a Lászlem. Když chce Rick Lászlovi předat víza, je László zatčen Renaultem. Rickův návrh však byl pouze trikem: Rick ohrožuje Renaulta zbraní. Všichni jedou na letiště. Zde trvá Rick na tom, aby Ilsa odjela s Lászlem, který ji více potřebuje. Ilsa zprvu váhá, pak nastoupí s Viktorem do letadla, které směřuje do bezpečí do Lisabonu. Na letiště přijíždí major Strasser, a když chce o odletu informovat kontrolní věž, je Rickem zastřelen. Příchozímu policistovi dá Renault příkaz „Zadržte obvyklé podezřelé!“, a postaví se tak na Rickovu stranu. Doporučí Rickovi, aby odjel z Casablancy a přidal se k Svobodné Francii v Brazzaville. Film končí Rickovými slovy: „Louisi, myslím, že tohle je začátek krásného přátelství.“

## Citáty
Mnoho citátů z filmu se stalo známých a často používaných.
- „Zahraj to znovu, Same.“ Jedná se o chybný citát; ve filmu Ilsa říká: „Zahraj mi tu moji.“ (V originále: Ilsa: „Play it once, Sam. For old times‘ sake.“ Sam: „I don’t know what you mean, Miss Ilsa.“ Ilsa: „Play it, Sam. Play As Time Goes By“.) Citát byl pozměněn v parodii bratří Marxových A Night In Casablanca a diváky mylně spojen s filmem Casablanca. Na tomto citátu se zakládá i film Woodyho Allena Play It Again, Sam ze 70. let.
- Rick: “Ze všech putyk ve všech městech co jich na světě je, si vybere tu mou.“ (V originále: “Of all the gin joints in all the towns in all the world, she walks into mine.”)
- Ilsa: “Víš, na všechny naše otázky je jenom jedna odpověď.“ (V originále: „Well, only one answer can take care of all our questions.“)
- Rick: “Nám zůstane Paříž.“ (V originále: “We’ll always have Paris.”). Jednu povídku a pak sbírku povídek tak pojmenoval Ray Bradbury.
- Renault: “Zadržte obvyklé podezřelé!” (V originále: „Round up the usual suspects!”) Renault vydá rozkaz policistovi poté, co Rick zastřelí majora Strassera. Věta je cynický popis kriminalistických postupů Renaulta a dnes se používá k ospravedlnění strategie řešení problémů.
- Rick: “Louisi, myslím, že tohle je začátek krásného přátelství.” (V originále: „I think this is the beginning of a beautiful friendship.“) Tato věta, jíž film končí, je používána jako výraz náhlého poznání společných zájmů nebo cílů, které předtím nebyly zřejmé.

## Význam
Vedle Chaplinova Diktátora, filmu Ernsta Lubitscheho Sein oder Nichtsein a sci-fi/hororové komedie Neviditelný agent je Casablanca čtvrtým známým hollywoodským filmem, jehož tématem byl nacionální socialismus a který přišel do kin počátkem 40. let. Zatímco tvůrci tří předchozích filmů zvolili komediální přístup, ukazuje Casablanca situaci uprchlíků jako drama.
Casablanca je propagandistickým filmem proti nacistickému Německu. Lze to pozorovat ve scéně, kdy major Strasser zpívá se svými lidmi Wacht am Rhein. Němci jsou však hosty v baru přehlušeni. Hosté na popud Lászla povstanou a zpívají Marseillaisu. Němci přestanou zpívat. V jiné scéně, na konci filmu, policejní prefekt Renault vyhodí do odpadkového koše láhev od minerální vody z Vichy. Vichy bylo sídlem režimu maršála Pétaina, který kolaboroval s Němci.
Český odbojář měl předlohu ve skutečné postavě Jana Smudka a jeho proslavených útěcích před Gestapem.